# Linda Maria Koldau
Linda Maria Koldau (født 28. oktober 1971 i München) er en tysk musikforsker og kulturhistoriker, professor dr. phil. Hun har en tværfaglig, kulturhistorisk tilgang til musikvidenskab og undersøger relationer mellem musik og socio-politisk kontekst.

## Biografi
Efter at have færdiggjort et magisterstudium i musikvidenskab, amerikansk sprog og kultur samt italiensk sprog og kultur på Reading University i England og Universität Mainz i Tyskland fik Linda Maria Koldau en ph.d.-grad fra Universität Bonn i 2000 med en afhandling om Claudio Monteverdis venetianske kirkemusik. I 2005 afleverede hun sin doktordisputats for habilitation på Universität Frankfurt am Main. Begge afhandlinger blev tildelt universitetspriser. Fra 2006 til 2008 var Linda Maria Koldau lærestolsvikar og institutleder ved Institut für Musikwissenschaft på Universität Frankfurt am Main. I 2009 blev hun professor i musikvidenskab på Aarhus Universitet og dermed én af Knud Jeppesens efterfølgere. 
I 2011 deltog hun i mediedebatten om kvaliteten af humaniorauddannelse i Danmark og universiteternes styring og udtrykte sig kritisk overfor begge. Ledelsen på Aarhus Universitet truede med at fyre hende i starten af 2012 og bad hende om at leve op til fire krav i løbet af de følgende tre måneder. Grunden var samarbejdsproblemer som blandt andet var relateret til den offentlige kritik af afdelingen for musikvidenskab, og der var blevet lavet en ekstern konsulentrapport om problemerne. Et af kravene var en mødepligt, hvilket blev kritiseret af bl.a. Dansk Magisterforening. I marts 2012 sagde hun selv op og angav et møde som havde fundet sted med dekan, institutleder og andre på musikvidenskabsafdelingen uden hendes kendskab i august 2011, som den primære årsag. Oprindeligt var Folketingets ombudsmand gået ind i sagen pga. dens betydning for offentligt ansattes ytringsfrihed, men efter der blev indgået et forlig med Koldaus opsigelse, blev sagen droppet i maj 2012. Hun var forskningsprofessor ved Utrecht Universitet i 2012, og fra 2013 Marie Curie-fellow ved Universitetet i Kiel. I 2013 udgav hun bogen Jante Universitet som er baseret på Koldaus erfaringer hos Aarhus Universitet, men med ændrede navne. Hun begyndte at studere på Akademie für angewandte Tierpsychologie und Tierverhaltenstraining i Dürnten i 2015 og fik derefter en ansættelse samme sted, hvor hun underviser og skriver lærebøger.
Hun er medlem af flere internationale forskningsnetværker. I perioden 1992-2002 var hun medarbejder på Frankfurter Allgemeine Zeitung; siden 1995 har hun skrevet radioudsendelser for forskellige tyske kulturkanaler.[kilde mangler]

## Bogpublikationer
- Die venezianische Kirchenmusik von Claudio Monteverdi, Kassel: Bärenreiter-Verlag, 2001, 22005
- Frauen – Musik – Kultur. Ein Handbuch zum deutschen Sprachgebiet der Frühen Neuzeit, Köln/Weimar/Wien: Böhlau, 2005, http://www.boehlau.at/978-3-412-24505-4.html Arkiveret 8. februar 2022 hos  Wayback Machine
- Die Moldau. Smetanas Zyklus „Mein Vaterland", Köln/Weimar: Böhlau, 2007, http://www.boehlau.at/978-3-412-15306-9.html Arkiveret 8. februar 2022 hos  Wayback Machine
- Mythos U-Boot, Stuttgart: Steiner, 2010, http://www.steiner-verlag.de/titel/58165.html
- Representations of Titanic in Film (i forb.)
- Passion und Ostern in den Lüneburger Klöstern, Ebstorf: Verlag Kloster Ebstorf, 2010 (red.)
- Militär, Musik und Krieg. Festschrift Michael Salewski zum 70. Geburtstag, Historische Mitteilungen der Ranke-Gesellschaft 22 (2010), Stuttgart: Steiner, 2010 (red.)

## Weblinks
- http://person.au.dk/da/muslmk@hum.au.dk Arkiveret 8. februar 2022 hos  Wayback Machine med omfattende informationer om publikationer og aktiviteter
- http://humaniora.au.dk/nyheder/2010/koldau/ Arkiveret 20. august 2010 hos  Wayback Machine
- http://improbable.com/2010/08/18/music-for-sharks-and-subs/